# Ana Martín
Ana Beatriz Martínez Solórzano (Ciudad de México, 14 de mayo de 1946), conocida como Ana Martín, es una actriz mexicana. Entre sus trabajos más destacados se encuentra su participación en las telenovelas; Muchacha de barrio (1979), Gabriel y Gabriela (1982), La pasión de Isabela (1984), y El pecado de Oyuki (1988). 
Posteriormente se dedicó a papeles de reparto a partir del melodrama como en La culpa (1996), Ángela (1998), Rubí (2004), La madrastra (2005), Destilando amor (2007), Soy tu dueña (2010), La que no podía amar (2011), y Amores verdaderos (2012).

## Biografía y carrera

### 1946-1963: primeros años
Ana Beatriz Martínez Solórzano nació el 14 de mayo de 1946 en San Cosme, Ciudad de México, siendo hija del comediante mexicano Jesús Martínez «Palillo», y de la nicaragüense Dina Solórzano. Tiene un hermano llamado Jorge Hidalgo Solórzano, aunque también ha declarado ser media hermana de Alejandra Gil Cuervo (quien fue acusada por el delito de trata de personas) y de tener varios medios hermanos, once por parte de su padre y uno por parte de su madre. Sus progenitores nunca estuvieron casados.
Parte de su infancia transcurrió viviendo en Nicaragua, país de donde su mamá era originaria. Gracias a su papá, logró conocer a varios artistas famosos de su época tales como; Agustín Lara, Toña la Negra, y Pedro Infante, quienes además fueron sus padrinos de bautizo. Siendo pequeña siempre tuvo presente el sueño de ser actriz, tomando inspiración de la actriz Evangelina Elizondo, y de la bailarina exótica Tongolele, a quienes observaba trabajar cuando su padre la llevaba al teatro de revista. Estudio en México y en Estados Unidos. Al terminar la preparatoria a los 17 años, comenzó a prepararse en el mundo del entretenimiento.

### 1963:Miss Mundo
En 1963, se convirtió en la primera mexicana en participar en el certamen de belleza Miss Mundo 1963, pero no logró ganarlo y además debido a un error del comité organizador, el cual nunca vio en la convocatoria el apartado de su edad, fue descalificada pues el evento era para mayores de 18 años. Sin embargo, previo a su descalificación del concurso y durante su participación en el, fue galardonada por «Mejor Traje Nacional» y «Mejor Traje de Baño».

### 1964-2004: inicios actorales y artísticos

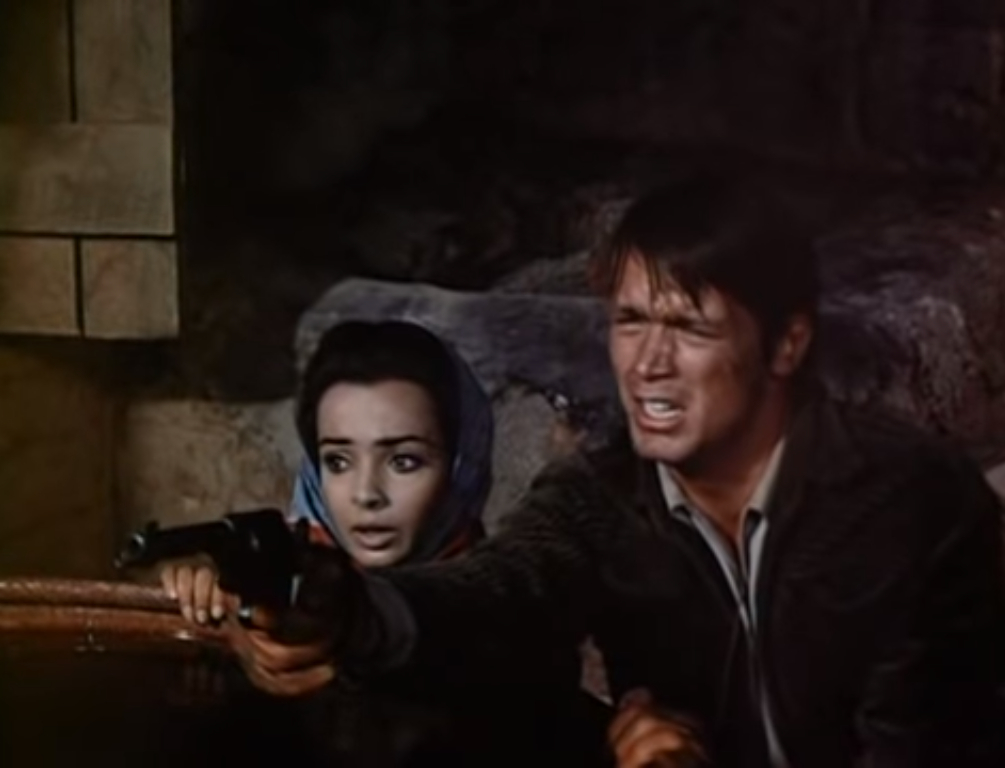
Junto a Chad Everett en Return of the Gunfighter (1967).

En 1964, fue invitada a participar con un papel secundario en la película, El gángster, estrenada en 1965, proyecto con el que marcó su debut como actriz. Posteriormente, el dinero que consiguió grabando dicha cinta, lo invirtió pagándose clases de danza, arte dramático, dicción, y pantomima.
En 1983, Discos Melody editó su trabajo discográfico llamado "Ana Martín", entre cuyos temas figuraban los de la telenovela Gabriel y Gabriela. La música fue compuesta por Bebu Silvetti.

### 2004-presente: consagración y trayectoria posterior
En 2004, tuvo un papel estelar en la nueva adaptación de Rubí, un remake de las versiones de 1968 y 1970 en el que encarnó a la madre de la protagonista. Al finalizar dicha producción se integró al elenco de Amar otra vez, donde compartió roles con Irán Castillo, Valentino Lanús y Angélica María.
En 2005, nuevamente fue convocada para La madrastra, en la que compartió roles con César Évora, Victoria Ruffo y Eduardo Capetillo.
En 2006, se unió al reparto de Duelo de pasiones, donde interpretó a una mujer de campo.
En 2007, trabajó en la telenovela Destilando amor, tercera versión de la telenovela de Fernando Gaitán, Café con aroma de mujer, en la que ella dio vida a la madre de Teresa Hernández García alias Gaviota.
Tras una larga etapa de trabajo artístico, Ana se tomó un descanso hasta que volvió a ser convocada para Un gancho al corazón, que es el "remake" de la telenovela argentina Sos mi vida en la que actuaron Facundo Arana y Natalia Oreiro. En esta nueva versión actuaron Danna García, Sebastián Rulli y Laisha Wilkins.
En 2009, apareció en Los exitosos Pérez junto a Jaime Camil, Ludwika Paleta, Rogelio Guerra, Verónica Castro y José Ron.
En 2010, Nicandro Díaz la convocó para Soy tu dueña, al lado de Lucero, Fernando Colunga, David Zepeda, Gabriela Spanic, Jacqueline Andere, Sergio Goyri, Julio Alemán y Silvia Pinal. 
Al año siguiente, en 2011, el productor José Alberto Castro la llamaría para La que no podía amar en la que compartió roles con Ana Brenda Contreras, Jorge Salinas, José Ron, Susana González y Julián Gil.
En 2012, se integró al elenco de Amores verdaderos junto a Erika Buenfil, Eduardo Yáñez, Eiza González, Sebastián Rulli, Sherlyn, Francisco Gattorno, Marjorie de Sousa  y Susana González.
En 2013, estelarizó Por siempre mi amor con Susana González, Guy Ecker,  Dominika Paleta y  Thelma Madrigal.

## Vida personal
Tiene un gusto por la ópera y le gusta escuchar a Maria Callas, quien es su cantante favorita, al igual que a Mozart y Beethoven. Siendo joven decidió no tener hijos y nunca se casó, en sus propias palabras ella declaró lo siguiente:

Nunca creí en eso de que «hasta que la muerte nos separe», creí más bien en el amor libre, querer a una persona sin llegar a comprometernos, tampoco significaba para mi libertinaje, ya que siempre he llevado una vida tranquila dedicada a mi trabajo, creo lo más importante para un ser humano es la libertad.

## Discografía
- Ana Martín (1983)

## Filmografía

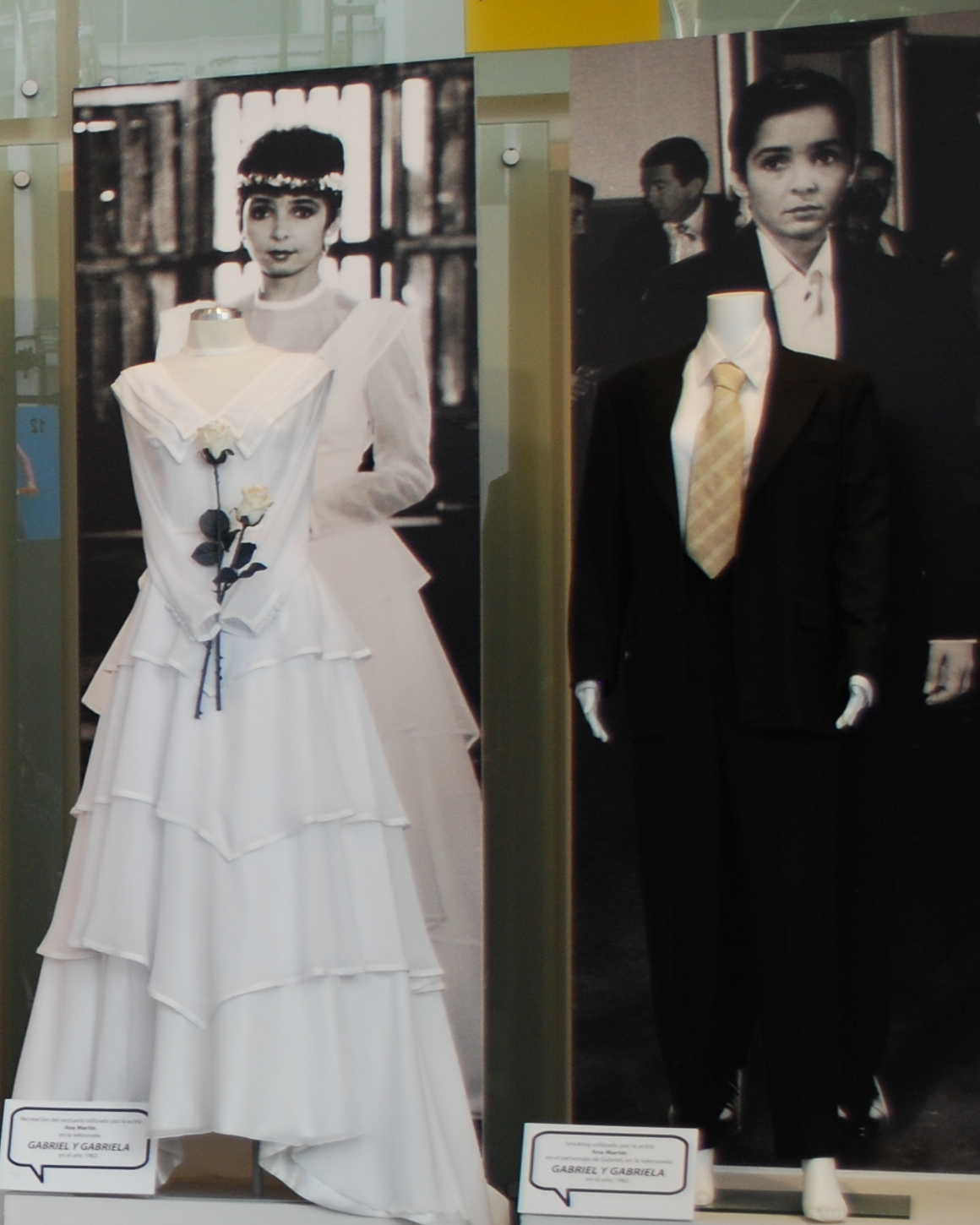
Vestuarios que Martín uso para Gabriel y Gabriela (1982-83), con fotografías de ella usándolos.

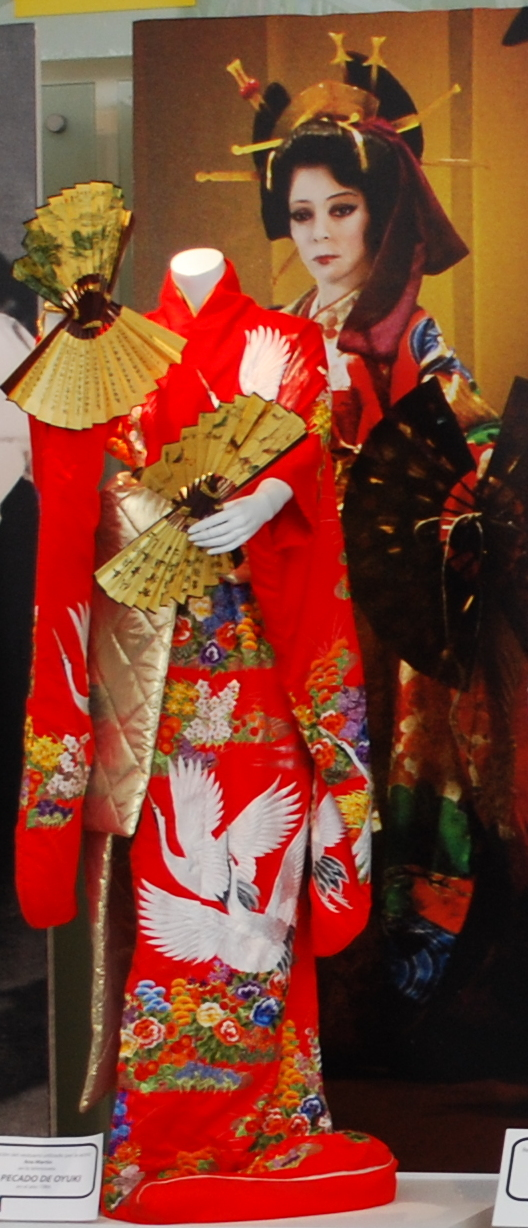
Uno de los kimonos que Martín usó para El pecado de Oyuki (1988), y una fotografía de ella usándolo.

### Cine
- ¡Que viva México! (2023) … Dolores
- Canela (2012) ... Doña Tere
- Me han destrozado la vida (2005)
- Molinos de viento (2005) ... Interviews
- Las viudas (2004)
- En el tiempo de las mariposas (2001) ... Mamá
- Corazones rotos (2001)... Celina
- Un boleto para soñar (1998)
- Dulces compañías (1996) ... Nora
- Ángela Morante, ¿crimen o suicidio? (1981) ... Rosa Solórzano
- Vivir para amar (1980) ... Marina
- Verano salvaje (1980)
- Cadena perpetua (1979) ... Criada
- Los indolentes (1979) ... Rosa
- Ratas del asfalto (1978)
- El lugar sin límites (1977)... La Japonesita
- Mil caminos tiene la muerte (1977)... Claudia
- El pacto (1976) .... Teresa
- La mujer del diablo (1974)
- El primer paso... de la mujer (1974)
- El profeta Mimí (1973)... Rosita
- Lágrimas de mi barrio (1973)
- Trío y cuarteto (1972)
- Hoy he soñado con Dios (1972) ... Rita Linares
- Victoria (1972) ... (no aparece en los créditos)
- Tacos al carbón (1972) ... Lupita
- Fin de fiesta (1972) ... Raquel
- Trampa mortal (1972)
- En esta cama nadie duerme (1971)
- Siempre hay una primera vez (1971) ... (Episodio Rosa) Rosa
- Los corrompidos (1971) ... Luz María
- La rebelión de las hijas (1970)
- ¿Por qué nací mujer? (1970) ... Santa
- Faltas a la moral (1970) ...Consuelo "Chelo" Godínez
- El golfo (1969)
- Romance sobre ruedas (1969)
- Blue Demon contra las diabólicas (1968)
- Blue Demon contra cerebros infernales (1968)
- Corona de lágrimas (1968) ... Consuelito
- Return of the Gunfighter (1967) ... Anisa
- La muerte es puntual (1967)
- Acapulco a go-go (1967) ... Rita
- Amores prohibidos (1967)
- El ángel y yo (1966)
- Marcelo y María (1966)
- Pánico (1966)
- El gángster (1965)

### Televisión
- A.mar, donde el amor teje sus redes (2025) - Mercedes "Meche" Lara de Contreras[13]
- Golpe de suerte (2023) - Domitila[14]
- Corazón guerrero (2022) - Concepción «Conchita» García[15]
- La desalmada (2021) - Francisca "Panchita" Pérez[16]
- La mexicana y el güero (2021) - Toñita[17]
- Los pecados de Bárbara (2019-2020) - Inés Fernández Vda. de Porrero[18]
- Sin tu mirada (2017-2018) - Angustias Gálvez
- Simplemente María (2015-2016) - Felicitas Nuñez Vda. de Cervantes
- Por siempre mi amor (2013-2014) - María Luisa "Tita" Valverde Vda. de Escudero
- Amores verdaderos (2012-2013) - Candelaria Corona
- La que no podía amar (2011-2012) - María Gómez
- Soy tu dueña (2010) - Benita Garrido
- Los exitosos Pérez (2009-2010) - Renata Mansilla de la Cruz "Rosa"
- Mañana es para siempre (2009) - Rosario
- Un gancho al corazón (2008-2009) - Nieves Ochoa
- La rosa de Guadalupe (2008) .... Yoya
- Amor sin maquillaje (2007) - Ella misma[19]
- Destilando amor (2007) - Clara Hernández García
- Duelo de pasiones (2006) - Luba López
- La madrastra (2005) - Socorro de Montes
- Rubí (2004) - Refugio Ochoa Vda. de Pérez
- Amar otra vez (2004) - Yolanda Beltrán
- Desde Gayola (2003-04) .... La Chata
- Amor real (2003) - Rosario Aranda
- Navidad sin fin (2001-2002) - Teófila
- Atrévete a olvidarme (2001) - Sabina
- Alma rebelde (1999) .... Clara Hernández
- Ángela (1998-1999) .... Delia Bellati Roldán
- Mujer, casos de la vida real (1997-2005) .... Varios personajes
- Gente bien (1997) ... Alicia Dumas de Klein
- La culpa (1996) .... Cuquita León de Mendizábal
- El pecado de Oyuki (1988) .... Oyuki Ogino
- La pasión de Isabela (1984-1985) .... Isabela Hernández Gallardo
- Gabriel y Gabriela (1982-1983) .... Gabriela de Reyes/Gabriela Reyes/Gabriel
- Muchacha de barrio (1979-1980) .... Laura
- La llama de tu amor (1979) .... Ana Cecilia
- Mundos opuestos (1976-1977) .... Mónica de la Mora
- El milagro de vivir (1975-1976) .... Jenny Gordon
- El manantial del milagro (1974) .... Blanca
- Mi primer amor (1973) .... Baby
- Tú eres mi destino (1969)

## Premios y nominaciones

### Premios Ariel
| Año  | Categoría                  | Trabajo nominado     | Resultado |
| ---- | -------------------------- | -------------------- | --------- |
| 1973 | Mejor coactuación femenina | Fin de fiesta        | Nominada  |
| 1979 | Mejor coactuación femenina | El lugar sin limites | Nominada  |
| 1980 | Mejor coactuación femenina | Los indolentes       | Nominada  |

### Premios TVyNovelas
| Año  | Categoría                | Trabajo nominado     | Resultado |
| ---- | ------------------------ | -------------------- | --------- |
| 2014 | Mejor primera actriz     | Amores verdaderos    | Ganadora  |
| 2011 | Mejor primera actriz     | Soy tu dueña         | Nominada  |
| 2008 | Mejor primera actriz     | Destilando amor      | Ganadora  |
| 2006 | Mejor primera actriz     | La madrastra         | Nominada  |
| 2005 | Mejor actriz de reparto  | Rubí                 | Ganadora  |
| 2004 | Mejor primera actriz     | Amor real            | Ganadora  |
| 1989 | Mejor actriz protagónica | El pecado de Oyuki   | Nominada  |
| 1985 | Mejor actriz             | La pasión de Isabela | Nominada  |
| 1983 | Mejor actriz             | Gabriel y Gabriela   | Nominada  |

### TV Adicto Golden Awards
| Año  | Categoría                         | Entregado por                                           | Resultado |
| ---- | --------------------------------- | ------------------------------------------------------- | --------- |
| 2010 | Mejor primera actriz de la década | Ana Martín por ser la mamá de las telenovelas mexicanas | Ganadora  |

| Año  | Categoría            | Trabajo nominado | Resultado |
| ---- | -------------------- | ---------------- | --------- |
| 2007 | Mejor primera actriz | Destilando amor  | Ganadora  |

### Laurel de Oro (España)
| Año  | Categoría               | Trabajo nominado | Resultado |
| ---- | ----------------------- | ---------------- | --------- |
| 2004 | Mejor actriz de reparto | Amor real        | Ganadora  |

### Premios ACE
| Año  | Categoría    | Trabajo nominado   | Resultado |
| ---- | ------------ | ------------------ | --------- |
| 1988 | Mejor Actriz | El pecado de Oyuki | Ganadora  |